# Přední planina
Přední planina är ett berg i Tjeckien.   Det ligger i regionen Hradec Králové, i den norra delen av landet, 110 km nordost om huvudstaden Prag. Toppen på Přední planina är 1 195 meter över havet. Přední planina ingår i Zlaté návrší.
Terrängen runt Přední planina är lite bergig.Runt Přední planina är det ganska tätbefolkat, med 83 invånare per kvadratkilometer. Närmaste större samhälle är Vrchlabí, 8,8 km söder om Přední planina. I omgivningarna runt Přední planina växer i huvudsak blandskog.